# European Champions Cup 2014
La European Champions Cup 2014 è stata la 51ª edizione della massima competizione europea per club di baseball.

## Formula
Il format del torneo prevede una fase a gironi in cui le squadre partecipanti sono state sorteggiate in due gironi di qualificazione, uno disputato a Brno e l'altro a Hoofddorp.
Le prime due classificate di ciascun girone si scontrano in una partita secca, che sancisce la squadra avente diritto a prendere parte alla serie finale.

## Fase a gruppi

### Torneo di qualificazione di Brno
| Brno 17 giugno 2014, ore 10:30 | Templiers de Sénart | 6 – 1 referto | Rimini Baseball | Městský baseballový stadion |

| Brno 17 giugno 2014, ore 15:00 | Neptunus | 6 – 0 referto | KNTU Elizavetgrad | Městský baseballový stadion |

| Brno 17 giugno 2014, ore 19:30 | Draci Brno | 4 – 2 referto | Buchbinder Legionäre | Městský baseballový stadion |

| Brno 18 giugno 2014, ore 10:30 | KNTU Elizavetgrad | 4 – 3 (al 10º) referto | Templiers de Sénart | Městský baseballový stadion |

| Brno 18 giugno 2014, ore 15:00 | Buchbinder Legionäre | 4 – 14 referto | Neptunus | Městský baseballový stadion |

| Brno 18 giugno 2014, ore 19:30 | Rimini Baseball | 7 – 0 referto | Draci Brno | Městský baseballový stadion |

| Brno 19 giugno 2014, ore 10:30 | Templiers de Sénart | 2 – 14 (all'8º) referto | Neptunus | Městský baseballový stadion |

| Brno 19 giugno 2014, ore 15:00 | Buchbinder Legionäre | 2 – 5 referto | Rimini Baseball | Městský baseballový stadion |

| Brno 19 giugno 2014, ore 19:30 | KNTU Elizavetgrad | 0 – 16 (al 5º) referto | Draci Brno | Městský baseballový stadion |

| Brno 20 giugno 2014, ore 10:30 | Neptunus | 17 – 3 (al 7º) referto | Rimini Baseball | Městský baseballový stadion |

| Brno 20 giugno 2014, ore 15:00 | KNTU Elizavetgrad | 0 – 15 (al 6º) referto | Buchbinder Legionäre | Městský baseballový stadion |

| Brno 20 giugno 2014, ore 19:30 | Templiers de Sénart | 3 – 1 referto | Draci Brno | Městský baseballový stadion |

| Brno 21 giugno 2014, ore 10:30 | Rimini Baseball | 5 – 4 referto | KNTU Elizavetgrad | Městský baseballový stadion |

| Brno 21 giugno 2014, ore 15:00 | Templiers de Sénart | 5 – 1 referto | Buchbinder Legionäre | Městský baseballový stadion |

| Brno 21 giugno 2014, ore 19:30 | Draci Brno | 2 – 7 referto | Neptunus | Městský baseballový stadion |

#### Classifica
| Pos. | Squadra              | G | V | P | %     | GB  |
| ---- | -------------------- | - | - | - | ----- | --- |
| 1.   | Neptunus             | 5 | 5 | 0 | .1000 | 0.0 |
| 2.   | Rimini Baseball      | 5 | 3 | 2 | .600  | 2.0 |
| 3.   | Buchbinder Legionäre | 5 | 2 | 3 | .400  | 3.0 |
| 4.   | Draci Brno           | 5 | 2 | 3 | .400  | 3.0 |
| 5.   | Templiers de Sénart  | 5 | 2 | 3 | .400  | 3.0 |
| 6.   | KNTU Elizavetgrad    | 5 | 1 | 4 | .200  | 4.0 |

#### Finale di raggruppamento
| Brno 22 giugno 2014, ore 15:00 | Neptunus | 2 – 9 referto | Rimini Baseball | Městský baseballový stadion |

| Rimini Baseball qualificato alla serie finale |

### Torneo di qualificazione di Hoofddorp
| Hoofddorp 17 giugno 2014, ore 13:00 | T&A San Marino | 5 – 2 referto | Solingen Alligators | Park 21 (campo 1) |

| Hoofddorp 17 giugno 2014, ore 13:00 | Nettuno B.C. | 0 – 3 referto | Rouen Huskies | Park 21 (campo 2) |

| Hoofddorp 17 giugno 2014, ore 19:30 | Hoofddorp Pioniers | 2 – 0 referto | Kotlářka Praga | Park 21 (campo 1) |

| Hoofddorp 18 giugno 2014, ore 13:00 | Solingen Alligators | 11 – 1 (al 7º) referto | Nettuno B.C. | Park 21 (campo 1) |

| Hoofddorp 18 giugno 2014, ore 13:00 | Kotlářka Praga | 3 – 7 referto | T&A San Marino | Park 21 (campo 2) |

| Hoofddorp 18 giugno 2014, ore 20:00 | Rouen Huskies | 3 – 6 referto | Hoofddorp Pioniers | Park 21 (campo 1) |

| Hoofddorp 19 giugno 2014, ore 13:00 | Rouen Huskies | 8 – 7 (all'11º) referto | Solingen Alligators | Park 21 (campo 1) |

| Hoofddorp 19 giugno 2014, ore 13:00 | Kotlářka Praga | 0 – 11 (al 7º) referto | Nettuno B.C. | Park 21 (campo 2) |

| Hoofddorp 19 giugno 2014, ore 19:30 | T&A San Marino | 2 – 4 referto | Hoofddorp Pioniers | Park 21 (campo 1) |

| Hoofddorp 20 giugno 2014, ore 13:00 | Kotlářka Praga | 10 – 11 referto | Rouen Huskies | Park 21 (campo 1) |

| Hoofddorp 20 giugno 2014, ore 13:00 | T&A San Marino | 12 – 0 (al 7º) referto | Nettuno B.C. | Park 21 (campo 2) |

| Hoofddorp 20 giugno 2014, ore 19:30 | Hoofddorp Pioniers | 11 – 4 referto | Solingen Alligators | Park 21 (campo 1) |

| Hoofddorp 21 giugno 2014, ore 13:00 | Rouen Huskies | 2 – 8 referto | T&A San Marino | Park 21 (campo 1) |

| Hoofddorp 21 giugno 2014, ore 13:00 | Solingen Alligators | 2 – 3 referto | Kotlářka Praga | Park 21 (campo 2) |

| Hoofddorp 21 giugno 2014, ore 19:30 | Nettuno B.C. | 6 – 7 (al 10º) referto | Hoofddorp Pioniers | Park 21 (campo 1) |

#### Classifica
| Pos. | Squadra             | G | V | P | %     | GB  |
| ---- | ------------------- | - | - | - | ----- | --- |
| 1.   | Hoofddorp Pioniers  | 5 | 5 | 0 | .1000 | 0.0 |
| 2.   | T&A San Marino      | 5 | 4 | 1 | .800  | 1.0 |
| 3.   | Rouen Huskies       | 5 | 3 | 2 | .600  | 2.0 |
| 4.   | Kotlářka Praga      | 5 | 1 | 4 | .200  | 4.0 |
| 5.   | Nettuno B.C.        | 5 | 1 | 4 | .200  | 4.0 |
| 6.   | Solingen Alligators | 5 | 1 | 4 | .200  | 4.0 |

#### Finale di raggruppamento
| Hoofddorp 22 giugno 2014, ore 13:00 | Hoofddorp Pioniers | 1 – 2 referto | T&A San Marino | Park 21 (campo 1) |

| T&A San Marino qualificata alla serie finale |

## Finali

### Gara 1
| Rimini 7 agosto 2014, ore 21:00 Gara 1                          | Rimini Baseball | 1 – 2 referto     | T&A San Marino | Stadio dei Pirati |
| \| \| \| \| \| Gómez, Spinelli \| Doppi \| Mazzuca, Reginato \| |                 |                   |                |                   |
|                                                                 |                 |                   |                |                   |
| Gómez, Spinelli                                                 | Doppi           | Mazzuca, Reginato |                |                   |

### Gara 2
| Serravalle 8 agosto 2014, ore 21:00 Gara 2                | T&A San Marino | 4 – 5 referto      | Rimini Baseball | Stadio di Serravalle |
| \| \| \| \| \| Albanese \| Doppi \| Mazzanti, Di Fabio \| |                |                    |                 |                      |
|                                                           |                |                    |                 |                      |
| Albanese                                                  | Doppi          | Mazzanti, Di Fabio |                 |                      |

### Gara 3
| Serravalle 9 agosto 2014, ore 21:00 Gara 3                                                                                               | T&A San Marino | 10 – 4 referto | Rimini Baseball | Stadio di Serravalle |
| \| \| \| \| \| Ramos, Reginato, Albanese \| Doppi \| Santora \| \| Mazzuca al 2º da 1 punto, Ramos all'8º da 2 punti \| Fuoricampo \| \| |                |                |                 |                      |
| |                |                |                 |                      |
| Ramos, Reginato, Albanese | Doppi          | Santora        |                 |                      |
| Mazzuca al 2º da 1 punto, Ramos all'8º da 2 punti                                                                                        | Fuoricampo     |                |                 |                      |

## Vincitore
| Campione d'Europa 2014 T&A San Marino 3º titolo |